# Шехремини (квартал)
„Шехремини“ (на турски: Şehremini) е квартал на Истанбул, разположен в градска околия Фатих. Общата му площ е 0,46 км2. Според данни на Адресната система за регистриране на населението (ABPRS) към 2024 г. населението на „Шехремини“ е 19 499 жители.